# 92297 Monrad
92297 Monrad è un asteroide della fascia principale. Scoperto nel 2000, presenta un'orbita caratterizzata da un semiasse maggiore pari a 3,1902977 UA e da un'eccentricità di 0,1928671, inclinata di 18,69323° rispetto all'eclittica.